# Гвинтівка Бердана
Гвинтівка Бердана (розм. берда́нка) — однозарядна гвинтівка калібру 4.2 лінії (10,67 мм) з висувним затвором. Гвинтівка була розроблена американським полковником Хайремом Берданом і удосконалена росіянами полковником Олександром Павловичем Горловим та поручником Карлом Івановичем Гуніусом. Прийнята на озброєння російською армією в 1868 році. Друга берданка (№ 2) зразка 1870 року мала ковзний затвор і поліпшений приціл, що забезпечувало стрільбу до 1500 кроків. Ця гвинтівка була на озброєнні російської армії під час російсько-турецької війни 1877—1878 років.
Берданка стояла на озброєнні до 1891 року, коли її почали замінювати на магазинну гвинтівку Мосіна. Величезні запаси берданок не були знищені і ще тривалий час їх продавали населенню як мисливську зброю, також служила як навчальна зброя і для озброєння тилових і охоронних частин.

## Історія
Гвинтівка № 1 калібру 11,43 мм (4,5 лінії) була розроблена американським військовим, героєм Громадянської війни, Хайремом Берданом. Вона мала відкидний вгору затвор з курком прямого ходу. Її використання виявило деякі недоліки: затвор гостро реагував на вогкість, не завжди спрацьовував ударник, при неуважному поводженні затвор міг нещільно закритися. Два російських офіцери, відряджені на початку 1860-х років до Америки, Олександр Павлович Горлов і Карл Іванович Гуніусом внесли в конструкцію 25 різних удосконалень і переконструювали її на калібр 10,75 мм (4,2 лінії); розробили до неї патрон з суцільнотягнутою гільзою — у Сполучених Штатах її називали не інакше як «Russian musket» («Російський мушкет»). Гвинтівка була прийнята на озброєння російської армії в 1868 році як «стрілецька гвинтівка зразка 1868 року» — без згадок первісного і наступних авторів. З урахуванням її прекрасної, на кінець 1860-х — початок 1870-х років, балістики, нею озброювали в першу чергу стрілецькі частини (окрема від лінійної піхоти легка піхота, в основному діяла в розсипному строю вогнепальною зброєю і уникала ближнього бою). До початку російсько-турецької війни 1877—1878 років було випущено близько 37 000 екземплярів.
У 1869 році Бердан приїжджає в Росію. Відвідавши Санкт-Петербург, він запропонував уряду Росії, армія якої в цей час користувалася голчастими гвинтівками Карлі та гвинтівками Крнка, свою нову гвинтівку — «Бердан Тип № 2», у якої був замінений відкидний затвор на ковзний. Незабаром імператор Олександр II підписав указ про прийняття на озброєння Російської Імператорської Армії цієї рушниці.
Саме ця гвинтівка калібром 10,75 мм і стала тією самою знаменитою «берданкою», яка проіснувала на озброєнні армії двадцять років аж до 1891 року, коли на зміну їй прийшла не менш знаменита гвинтівка Мосіна.
Спочатку гвинтівки «Бердан № 2» виготовлялися в Англії, на заводі в Бірмінгемі, а потім їх масове виробництво було налагоджено на декількох російських збройових заводах поряд з виготовленням патронів.

## Механізм

### Піхотна гвинтівка Бердана зразка 1870 року

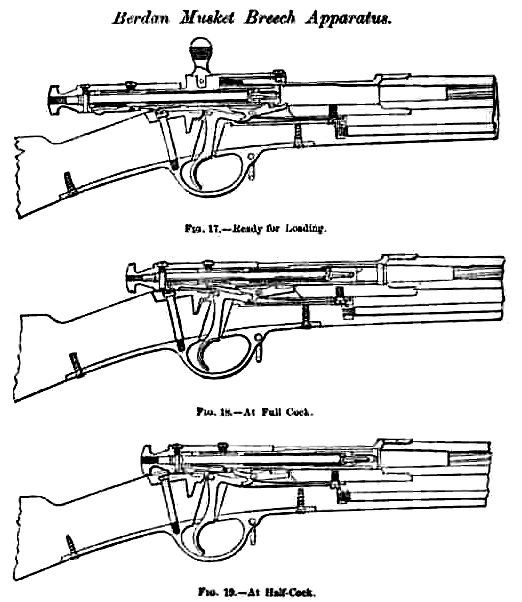
Механізм затвора

Довжина гвинтівки — без багнета 53 дюйми (130 см), з багнетом 73 дюйми. Вага гвинтівки з багнетом 11 фунтів 36 зол., без багнета — 10 фунтів 36 зол. (4,230 кг). Для гвардійських частин гвинтівка мала замість багнета тесак. Довжина гвинтівки з тесаком 73,5 дюйма, вага з тесаком 12 фунтів (4,920 кг). На відміну від багнета, зразка 1868 року, багнет гвинтівки 1870 р. розташований не під стволом, а праворуч ствола. Затвор ковзає, замикання досягається за допомогою повертання затвора на 1/8 окружності, при цьому гребінь затвора впирається в задню стінку вікна ствольної коробки. При натисканні на відбивач затвор виймається з коробки. Коли курок на запобіжному зводі, затвор не може бути відкритий. Курок зводиться на бойовий взвод при закриванні затвора. Викидач з довгою спіральною латунною пружиною. Для недопущення пострілу при не цілком закритому затворі ударник в передній частині має призму, яка входить у відповідний виріз на тильній частині личинки при довернутому вправо затворі. Ложа спочатку виготовлялася з горіха, потім з берези. Приціл постійний — на 200 кроків. Цівка скріплена зі стволом двома розсувними кільцями на гвинтах. Загалом рушницю по тому часу було сконструйовано добре і досить вдало, якщо брати до уваги короткочасність розробки та поспішність прийняття зразка на озброєння.

### Драгунська гвинтівка системи Бердана зразка 1871 року
Для озброєння драгунських частин розроблено драгунський варіант гвинтівки, прийнятий на озброєння у 1871 році. Затвор тієї ж системи Бердана, з тією лише відмінністю, що в ствольній коробці в лівій її стінці, поставлений запобіжник, який оберігає затвор від випадіння при сильних струсах зброї, що нерідко бувало з кавалерійськими рушницями. Калібр ствола той самий (4,2 лінії), але ствол коротше, довжина його 28,35 дюйма (70 см); число, форма і крутизна нарізів — такі ж, як в піхотній гвинтівці. Приціл підйомний ступінчастий такої ж конструкції, як і піхотний, але зменшених розмірів, з розподілами до 1500 кроків; постійний на 200 кроків. Багнетового цілика немає на стволі, основу мушки служить одночасно багнетовим цілком. Багнет трохи вкорочений, розташовується праворуч ствола. Ложа горіхова або березова, в прикладі і цівці прорізані щілини для ременя; краї щілин оправлено залізом. Цівка з'єднана зі стволом двома вузькими й легкими залізними кільцями. Кільця утримуються на своїх місцях сталевими пружинами, врізаними в дерево ложі. Шомпол сталевий угвинчений в шомпольний упор — такий же, як і в піхотній гвинтівці. Довжина без багнета 48,5 дюйма (121 см), з багнетом 68,25 дюйма, вага гвинтівки без багнета 8 фунтів 75 зол. (3,5 кг), з багнетом 9 фунтів 60 зол. (3,8 кг). Переозброєння гвинтівками Бердана зразка 1870 року Росія дещо наблизилася до озброєння передових європейських держав, але поки було закінчено в Росії переозброєння берданками, на Заході вже почали переозброюватися магазинними багатозарядними рушницями. У Європі перше магазинну військову рушницю було введено в Швейцарії в 1869 році (система Веттерлі). Магазинні рушниці Генрі-Вінчестера були в турецькій кавалерії під час війни 1877—1878 рр. Російська гвинтівка Бердана була останньою однозарядною російською рушницею, яка служила до 1890-х років, тобто до нового переозброєння.